# Четакли
Четакли (на гръцки: Μελισσοκομείο, Мелисокомио, катаревуса Μελισσοκομείον, Мелисокомион, до 1926 година Τσιτακλή, Цитакли) е село в Егейска Македония, Гърция, дем Кушница, област Източна Македония и Тракия.

## География
Селото е разположено на 160 m надморска височина в южното подножие на Кушница (Пангео).

## История

### В Османската империя
Съгласно статистиката на Васил Кънчов („Македония. Етнография и статистика“) към 1900 година Четакли (Чатакли) е турско селище. В него живеят 320 турци.

### В Гърция
В 1913 година селото попада в Гърция след Междусъюзническата война. През 20-те години турското му население се изселва по споразумението за обмен на население между Гърция и Турция след Лозанския мир и на негово място са заселени гърци бежанци, които в 1928 година са 53 семейства с 238 души, като селото е чисто бежанско. В 1926 година селото е прекръстено на Мелисокомио.
Българска статистика от 1941 година показва 485 жители.
Населението традиционно отглежда тютюн.
| Година    | 1913 | 1920 | 1928 | 1940 | 1951 | 1961 | 1971 | 1981 | 1991 | 2001 | 2011 | 2021 |
| --------- | ---- | ---- | ---- | ---- | ---- | ---- | ---- | ---- | ---- | ---- | ---- | ---- |
| Население | 287  | 220  | 307  | 397  | 456  | 447  | 327  | 324  | 289  | 365  | 284  | 214  |

## Личности
Родени в Четакли
- Ахилеас Карагьозопулос (1955 – 2011), гръцки политик